# كريس دادلي
كريس دادلي (بالإنجليزية: Chris Dudley)‏ مواليد 22 فبراير 1965 في ستامفورد، هو لاعب كرة سلة أمريكي سابق بدأ مسيرته الاحترافية في سنة 1987 وحمل الرقم 22 و24 و52 و20 و14. يبلغ طوله 6 قدم 11 بوصة (2.1 م). اعتزل اللعب في 2003.

## فرق لعب لها
- كليفلاند كافالييرز
- بروكلين نتس
- بورتلاند ترايل بلايزرز
- نيويورك نيكس
- فينيكس صنز

## روابط خارجية
- كريس دادلي على موقع إن بي أي (الإنجليزية)
- كريس دادلي على موقع سبورتس رفرنس (الإنجليزية)
- كريس دادلي على موقع كرة السلة الأوروبية.كوم (الإنجليزية)
- كريس دادلي على موقع كلية كرة السلة في سبورتس رفرنس.كوم (الإنجليزية)
- كريس دادلي على موقع ريلجم (الإنجليزية)
- كريس دادلي على موقع بروبوليرز (الإنجليزية)